# Wrestling

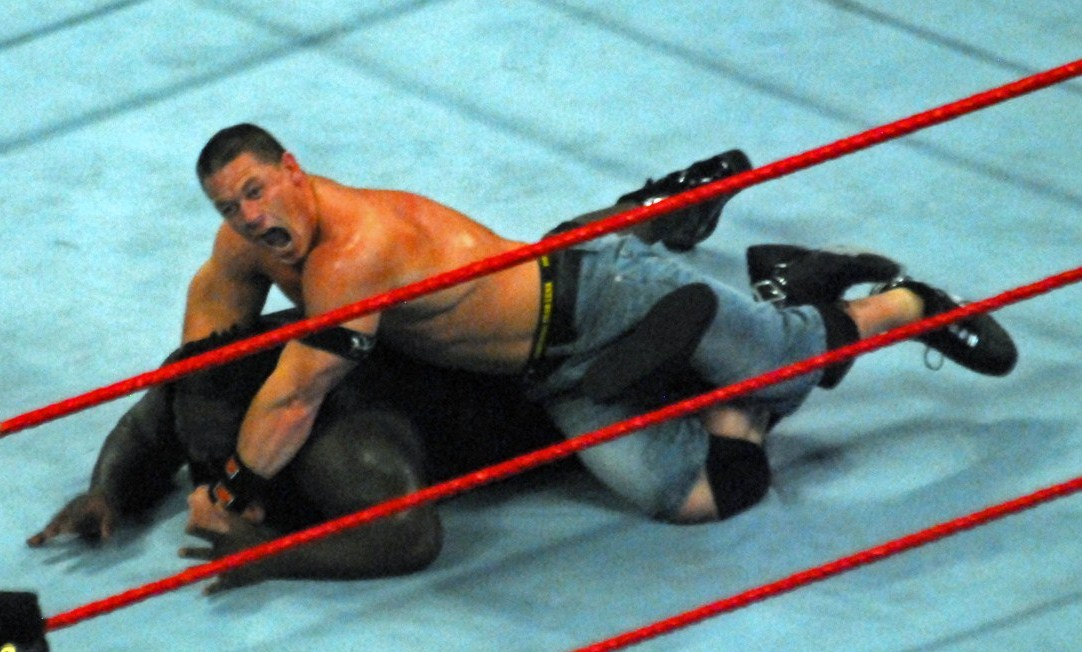
John Cena și Mark Henry

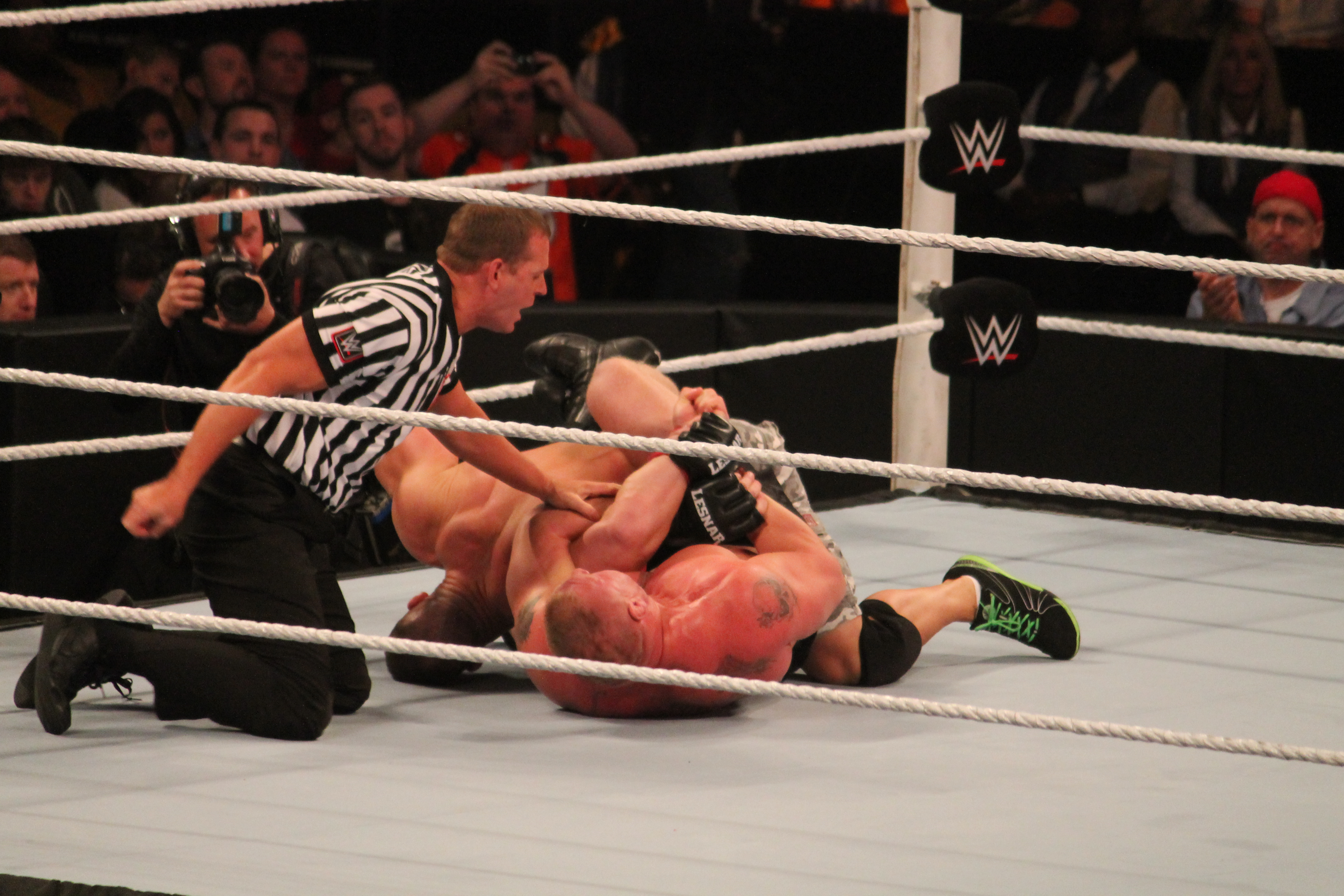
Brock Lesnar l-a prins pe John Cena într-un clește de tip Kimura

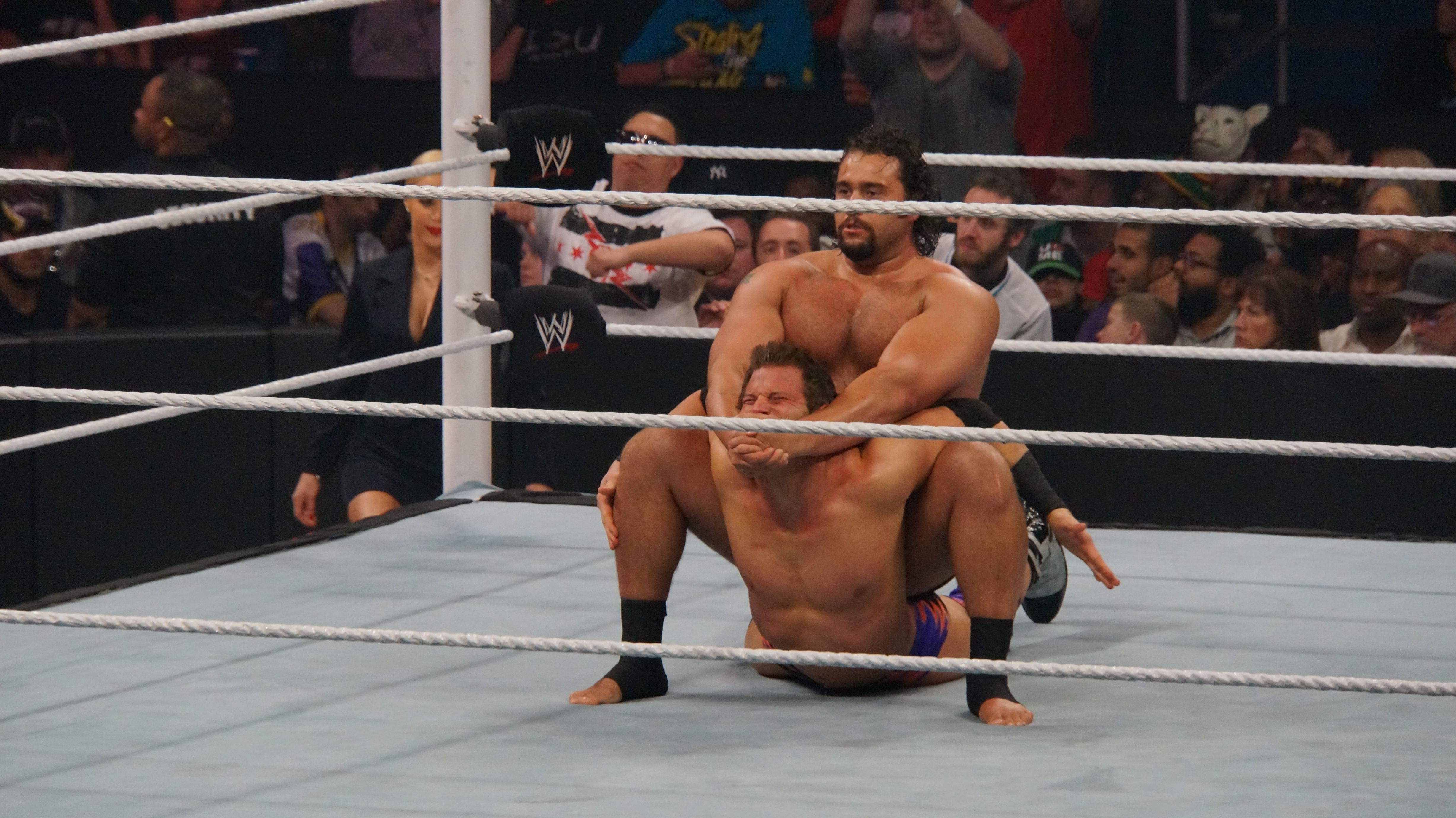
Alexander Rousev îi aplică lui Zack Ryder Strânsoarea cămilei

Wrestlingul este o formă de sport de origine americană, derivată din lupta greco-romană, care combină sportul și efectelele teatrale în care oponenții luptă corp la corp, încercând fiecare să îl arunce sau să îl imobilizează pe celălalt la podea, folosind diverse prize în conformitate cu un cod de reguli. Este cunoscut în Statele Unite și sub numele de pro wrestling (prescurtare pentru professional wrestling).
În România, în anii '90 pentru definirea wrestlingului era folosit și termenul de catch (provenit de la expresia "catch as can", care denumește forma inițială de luptă din care se trage wrestlingul modern).
Wrestlingul este o disciplină înrudită cu sporturile de contact. Dacă în luptele greco-romane și în luptele libere, protagoniștii sunt doi sportivi amatori a căror scop este acela de a prevala și a-și învinge adversarul, în wrestling sunt implicați doi sau mai mulți atleți a căror principală preocupare e aceea de a crea spectacol și de a menține interesul publicului la cote ridicate prin practicarea unei game vaste de tehnici și manevre spectaculoase. 
Această disciplină este foarte populară în Statele Unite și Marea Britanie precum și în alte țări din întreaga lume și cunoaște diferite stiluri: Japonia (Puroresu), Mexic (Lucha Libre), Canada, Germania sau Italia.

## Originile wrestlingului
Wrestlingul își are originile la sfârșitul secolului al XIX-lea - începutul secolului al XX-lea, când în cadrul companiilor de circ erau organizate diferite spectacole de lupte. Modul de desfășurare al luptelor era cu mult diferit de cel din zilele noastre, rezultatul nu era predeterminat, iar reprezentațiile nu erau atât de spectaculoase. Atleții implicați utilizau tehnici provenite din diferite stiluri de luptă și arte marțiale. În primii ani ai secolului XX, wrestlingul parcurge o primă etapă pe scara evoluției sale și adoptă o structură similară cu cea prezentă în pugilismul actual.
Însă acest tip de wrestling, datorită lipsei de patos și a duratei foarte mari a meciurilor dispare odată cu apariția televiziunii. Se observă că o astfel de competiție are o mai mare priză la public în cazul în care rezultatul este prestabilit, putând deveni astfel o afacere profitabilă. Meciurile cu rezultate prestabilite devin predominante, dar timp de zeci de ani, wrestlerii și organizatorii decid să păstreze secret acest lucru, negând existența rezultatelor decise la "masa verde" (în argoul wrestlingului, decid să păstreze kayfabe-ul).
O schimbare de atitudine în acest sens se produce la mijlocul anilor '80, când Vince McMahon, patronul celei mai mari promoții de wrestling din lume, World Wrestling Federation, declară că federația sa promovează sportul-spectacol ("sports-entertainment"). În acest mod, magnatul reușește să ocolească jurisdicțiile forurilor sportive din diferite state, asigurându-și astfel o modalitate mult mai facilă de promovare. Cu timpul, "mirajul" kayfabe-ului începe să dispară, totul culminând în 1997 cu declarația făcută de McMahon pe parcursul emisiunii Monday Night RAW, acesta promițând că "nu va mai insulta inteligența fanilor" prin negarea kayfabe-ului. În aceeași linie, în anul 2002, după un proces intentat de World Wildlife Fund pentru folosirea inițialelor WWF, compania își schimbă numele în World Wrestling Entertainment, evidențiind astfel rolul central al spectacolului în cadrul wrestlingului.

## Wrestlingul - Realitate sau ficțiune?
În ziua de azi, se poate spune că wrestlingul este "regizat", în sensul că rezultatul meciului este prestabilit și efectul manevrelor efectuate este exagerat pentru a spori spectaculozitatea. Totuși este important de făcut precizarea că deși meciurile nu constituie într-o competiție în sensul tradițional al cuvântului, tehnicile și manevrele executate în ring sunt dureroase, forța manevrelor și gradul mare de risc făcând aproape imposibilă evitarea coliziunilor dureroase, iar executarea lor implică multe riscuri dacă nu sunt efectuate corect. Aspectul "simulat" al unei manevre de wrestling constă în faptul că ambii luptători încearcă să evite consecințele majore, cum ar fi rănile interne sau ruperea oaselor, și nu încearcă neapărat evitarea durerii, durere imposibil de eliminat, în cazul majorității manevrelor. Nu trebuie în nici un caz subestimat aspectul sportiv al wrestlingului și condiția fizică a participanților, care sunt capabili să facă adevărate demonstrații de forță și măiestrie sportivă pe parcursul unui meci.
Concluzionând, într-un meci de wrestling doar rezultatul final și anumite momente de vârf ale meciului sunt predeterminate și repetate de wrestleri pe parcursul antrenamentelor, restul partidei fiind improvizate. Pe parcursul meciului, wrestlerii implicați în acțiunea din ring comunică folosind gesturi sau termeni specifici pentru a informa adversarul în legătură cu manevrele pe care urmează să le execute. Și arbitrul are rolul său, semnalând uneori momentele în care trebuie să aibă loc evenimentele prestabilite sau care implică un grad de risc ridicat.

## Mod de organizare
Spre deosebire de alte sporturi, în wrestling nu există federații naționale sau internaționale (cum 
sunt FIFA, UEFA sau FRF în cazul fotbalului) care să reunească în cadrul lor toți practicanții acelei activități. În cazul wrestlingului, atleții își desfășoară activitatea în cadrul unor companii (federații) independente aflate în competiție unele cu altele. În afara federațiilor mari, cu bugete impresionante care de cele mai multe ori își asigură televizarea meciurilor, există foarte multe federații cu bugete limitate care supraviețuiesc organizând spectacole în fața unui public care se reduce la câteva sute de oameni și care poartă numele de indy (prescurtare de la "independent promotion").
Cea mai importantă organizație de wrestling din lume este în momentul de față World Wrestling Entertainment. Compania americană deține supremația mondială atât din punctul de vedere al 
popularității, cât și ca influență și putere financiară. Alte organizații de wrestling importante 
sunt:  All Elite Wrestling (SUA) , TNA Wrestling (SUA), Consejo Mundial de Lucha Libre (CMLL, Mexic), New Japan Pro Wrestling (NJPW, Japonia).

## Roster
Un roster reprezintă totalitatea wrestlerilor care își desfășoară activitatea în cadrul unei promoții de wrestling. De regulă, fiecare federație de wrestling are la dispoziție un singur roster, excepție făcând World Wrestling Entertainment, care fiind organizată în trei divizii ( RAW, SmackDown! și NXT) are la dispoziție trei rostere. În promoțiile indy, sunt des întâlnite situațiile în care un wrestler apare în show-urile mai multor federații. Acest lucru are motivații economice, wrestlerul neavând încheiat un contract de exclusivitate cu o anumită companie.
Wrestlerii unui roster se împart, în funcție de importanță, astfel :
- Jobber: este un wrestler care pierde toate meciurile pe care le dispută, având rolul de a-și pune în valoare adversarii. Este folosit și la antrenamentul wrestlerilor tineri, neexperimentați.
- Low carder: similar unui jobber, cu excepția faptului că în atribuțiile acestuia nu intră munca alături de wrestlerii tineri.
- Mid carder: apare de cele mai multe ori în luptele de la mijlocul showului, având rolul de a întreține interesul publicului în așteptarea meciurilor importante.
- Upper carder: apare în partide ce se dispută înainte de main event (adică meciul cel mai important al show-ului). Foarte rar se întâmplă ca acesta să fie folosit pe post de jobber. Un upper card poate primi title shots, adică șanse de a lupta pentru o centură de campion.
- Main eventer: este un wrestler de top care apare în meciul cel mai important al show-ului. Dispută deseori meciuri pentru centurile de campion.

Fiecare promoție de wrestling are o echipă de booking, formată din bookeri. Bookerii sunt persoane care decid structura unui show de wrestling, iau decizii asupra meciurilor și asupra rezultatelor și creează storyline-uri. În atribuțiile echipei de booking (numită Creative Team în cadrul WWE) intră și alte aspecte deosebit de importante, cum ar fi gimmick-ul wrestlerilor.
Un gimmick reprezintă personajul pe care fiecare wrestler îl interpretează. Gimmick-ul contribuie la impactul pe care un anumit wrestler îl are asupra publicului. Ca exemplificare, îl putem aminti pe Hulk Hogan, reprezentativ pentru tipul wrestlerului-erou, sau pe Undertaker, al cărui gimmick de mort-viu s-a dovedit a fi unul din cele mai puternice din istoria wrestlingului.
O altă hotărâre importantă ce revine bookerilor este cea cu privire la rolul de Face sau de Heel al unui wrestler.
Un wrestler Face (sau babyface) este un wrestler considerat ca făcând parte din rândul wrestlerilor "buni", care respectă regulile, atrăgând aprobarea și simpatia publicului. Când luptă în echipă cu alți wrestleri este loial partenerilor săi. Exemple de wrestleri face din prezent sunt, Jeff Hardy în WWE și Adam Page în All Elite Wrestling.
Un wrestler Heel personifică wrestlerul "rău", care încalcă permanent regulile luptei apelând la tot felul de trucuri pentru a trișa. O categorie aparte de wrestleri heel sunt wrestlerii Monster Heel, care sunt performeri înfățișați ca fiind de neînvins. Exemple de wrestleri heel din prezent sunt The Miz sau MJF , iar ca monster heel îl putem aminti pe Bobby Lashley.
O categorie specială de wrestleri sunt wrestlerii Tweener. Comportamentul și acțiunile acestora atât în ring cât și în afara lui fac să fie greu de stabilit dacă sunt heel sau face. Chiar dacă nu respectă tot timpul regulile, ei se bucură în continuare de simpatia publicului. În această 
categorie pot fi încadrați wrestleri ca Vampiro, Raven, Undertaker sau Sting.

## Spectacole
Spectacolele se împart în trei categorii: House Show, Tv Show și Pay-per-view.

### House Show

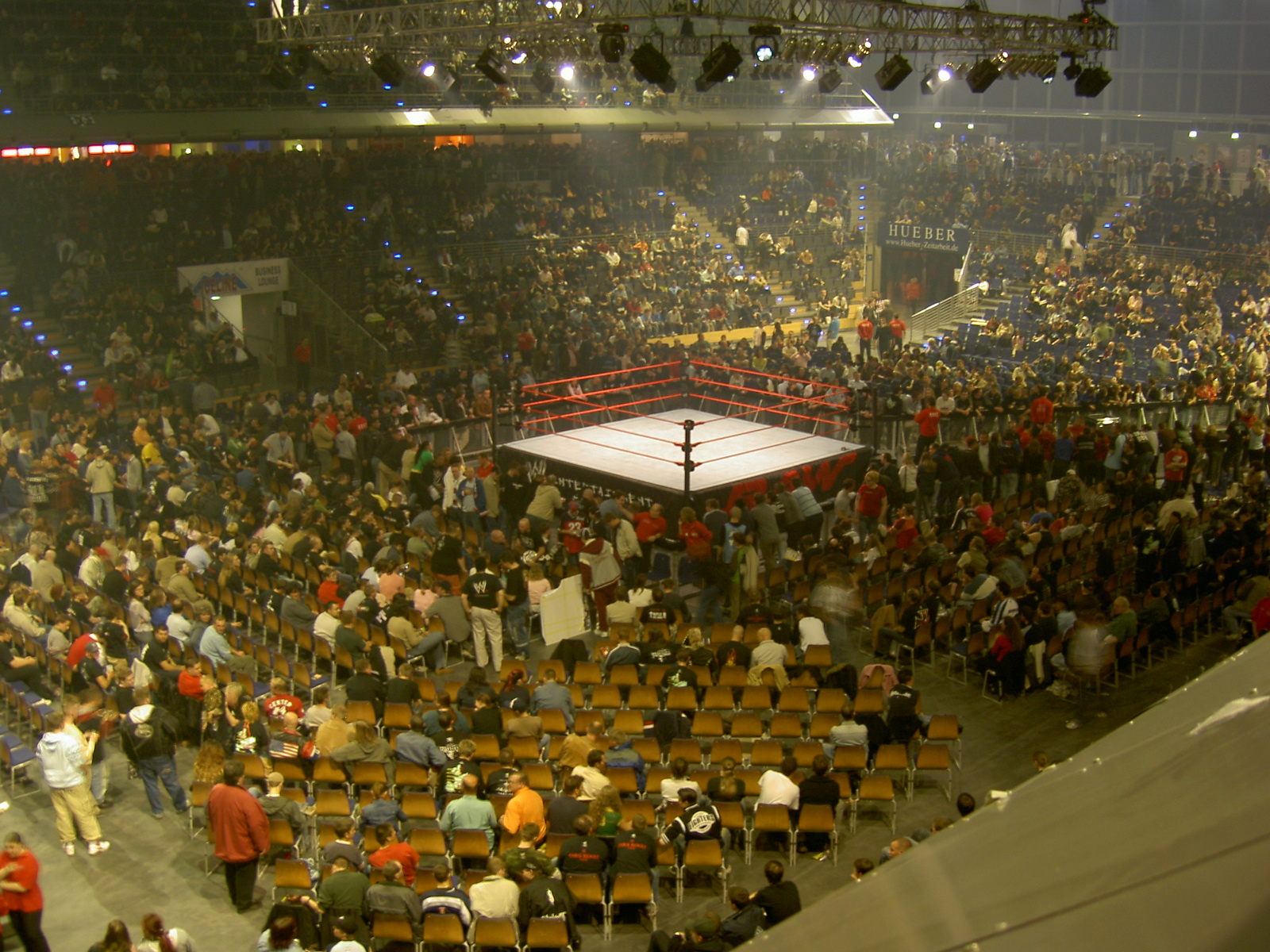
Un spectacol închis de la World Wrestling Entertainment

Un house show este un spectacol care de obicei nu este transmis la televizor, multe din promoțiile mici limitându-se doar la aceste tipuri de spectacole. În cazul federațiilor mari sunt rare cazurile în care pe parcursul unui House Show are loc vreo schimbare de titlu. Din categoria 
acestor situații rare, putem aminti victoria lui Christian asupra lui Booker T pentru centura intercontinenetală sau meciul pentru centura WWE Heavyweight desfășurat la Madison Square Garden (New York), în care Diesel (Kevin Nash) l-a învins pe campionul Bob Backlund în 8 secunde.

### Tv Show
Tv show-ul reprezintă spectacolul de wrestling transmis la televiziune, care de obicei are o frecvență săptămânală. În cadrul acestora apar mid carderi, upper carderi și main eventeri. Pe parcursul acestor show-uri se dezvoltă storyline-urile și feudurile dintre wrestleri care pregătesc terenul pentru meciurile de maximă importanță desfășurate în cadrul pay-per-view-urilor.

### Pay-per-view
Pay-per-view-urile reprezintă cele mai importante spectacole de wrestling ale anului și pot fi vizionate prin satelit sau prin cablu tv contra cost. Aceste gale reprezintă punctul culminant al feudurilor și storyline-urilor create de-a lungul show-urilor tv săptămânale, cuprinzând cele mai așteptate meciuri. Deseori, pay-per-view-urile conțin meciuri contând pentru diverse titluri ale promoției respective. Cele mai cunoscute pay-per-view-uri sunt Royal Rumble, WrestleMania, SummerSlam și Survivor Series.

## Categorii de wrestleri
Wrestlerii pot fi împărțiți în două categorii, în funcție de greutate : Cruiserweight și Heavyweight.
Categoria Cruiserweight, sau categoria ușoară cuprinde wrestlerii cu o greutate sub 100 kg (220 lbs). În general, aceștia sunt luptători care utilizează manevre și tehnici ce se bazează pe 
agilitate.
Categoria Heavyweight, sau categoria grea, cuprinde wrestleri cu o greutate peste 100 kg (220 lbs). Acești wrestleri utilizează frecvent tehnici ce se bazează mai mult pe forța fizică.
Wrestlerii pot fi atât de sex masculin cât și de sex feminin și se pot grupa în tag team-uri, adică echipe formate din doi wrestleri sau pot forma un stable, adică un grup de luptători între care există o alianță.
Un wrestler care a reușit să devină cât de cât cunoscut câștigă în medie 200-250.000 de dolari pe an, în această sumă nefiind incluse cheltuielile de transport și alte posibile cheltuieli medicale.
Wrestlerii de top au salarii ce pot ajunge la câteva milioane de dolari pe an, cu cheltuielile medicale și de transport plătite de federația de care aparțin, care le poate oferi și alte privilegii. Wrestlerii care lucrează pentru promoții mai mici sunt forțați să apeleze și la o a doua slujbă pentru a se întreține. În general, federațiile mici nu au contracte exclusive cu aceștia și nu au o sumă fixă prevăzută pentru salarii, plățile fiind efectuate pentru fiecare prestație în parte.

## Meciuri
Există un număr foarte mare de tipuri de meciuri de wrestling, fiecare cu propriile particularități. 
Meciurile clasice de wrestling, disputate între doi sau mai mulți wrestleri pot fi încheiate prin 
următoarele modalități :

### Pinfall
Pinfall-ul (numărătoarea până la trei) este cea mai întâlnită modalitate de câștigare a unui meci. 
Pentru a câștiga prin pinfall, un wrestler trebuie să-și aducă adversarul la podea, cu ambii umeri 
lipiți de suprafața ringului, timp în care arbitrul meciului efectuează o numărătoare până la trei.
Sunt mai multe metode de a efectua un pinfall, cea mai utilizată fiind aceea în care wrestlerul se 
alungește deasupra adversarului și-și trece un braț pe sub unul din picioarele acestuia, așteptând 
numărătoarea arbitrului.
Pentru ca un pinfall să fie valabil, întreg corpul wrestlerului pus la podea trebuie să fie în 
interiorul ringului. Un picior sau o mână puse pe una din corzi de exemplu, duce automat la 
invalidarea pinfall-ului. 
Există și manevre neregulamentare ce pot apărea în cadrul unui pinfall (cum ar fi de exemplu 
sprijinirea de corzile ringului).

### Submission
Câștigarea unui meci prin această modalitate presupune aplicarea de diverse tehnici ("submission 
holds") menite a-l face pe adversar să abandoneze.
Abandonul poate fi echivalat cu un knockout. Pentru a stabili dacă wrestlerul mai este în măsură să continue meciul, arbitrul ridică de trei ori mâna celui prins în manevra de submission. Dacă mâna 
wrestlerului cade de fiecare dată după ce arbitrul îi dă drumul, se consideră că luptătorul a 
pierdut meciul prin abandon.
De asemenea, wrestlerul poate indica abandonul prin lovirea repetată a ringului cu palma.
Dacă în timpul submission-ului, wrestlerul supus manevrei reușește să se prindă de una din corzile 
ringului, adversarul său este obligat să renunțe la acțiunea de submission, în caz contrar riscând 
descalificarea.

### Countout
Pierderea unui meci prin countout are loc atunci când un wrestler se află în afara ringului, caz în 
care arbitrul începe o numărătoare până la zece. Dacă arbitrul ajunge la zece și wrestlerul se află 
încă în exteriorul ringului, performerul pierde meciul prin countout.
Când ambii wrestleri implicați în luptă se găsesc în afara ringului, numărătoarea îi vizează pe 
amândoi. Dacă unul din wrestleri revine în ring, numărătoarea va continua pentru cel rămas afară.
În cazul în care niciunul din wrestleri nu revine la timp în ring, avem o situație de dublu 
countout iar meciul ia sfârșit, fără a avea vreun câștigător.
Atunci când ambii wrestleri sunt la podea și nici unul din ei nu se ridică, arbitrul poate începe o 
numărătoare până la zece. Numărătoarea este întreruptă în momentul în care unul dintre wrestleri se 
ridică. Dacă niciunul din wrestleri nu reușește acest lucru, meciul este considerat remiză și se 
poate spune că avem un knockout dublu (un alt termen, incorect folosit pentru această situație 
este "countout în ring").
În anumite promoții, arbitrul nu pornește numărătoarea, chiar dacă wrestlerii se află în afara 
ringului. De obicei acest lucru se întâmplă atunci când între cei doi atleți a avut loc o lovitură 
puternică și ambii se află la podea. Explicația deciziei de a nu porni numărătoarea este că 
numărătoarea nu ar fi în favoarea niciunuia din wrestleri, ambii aflându-se în stare de 
inconștiență. În realitate, acest lucru are loc pentru a crește suspansul în rândul publicului și 
pentru a le permite wrestlerilor să-și revină după manevrele executate.

### Descalificare
Descalificarea poate interveni în următoarele cazuri :
- Practicarea de tehnici și manevre neregulamentare, refuzul de a termina o manevră de submission în momentul în care adversarul a ajuns la corzile ringului, mușcarea, sufocarea sau lovirea repetată cu pumnul. Aceste situații se supun de obicei unei numărători până la cinci, în cazul în care atenționarea arbitrului este ignorată rezultând descalificarea.
- Intervenția unei persoane neimplicate în meci, care lovește sau imobilizează un wrestler. De obicei, dacă un wrestler încearcă să intervină dar este înlăturat din ring de către un alt wrestler  sau de către arbitru, înainte de a acționa în ring, nu se apelează la descalificare.
- Lovirea adversarului cu un obiect străin (de la această regulă se exclud meciurile care prevăd explicit folosirea diferitor obiecte străine)
- Folosirea de lovituri sub centură (doar în cazul în care regulile meciului permit acest lucru)
- Lovirea intenționată a arbitrului
- Diferite acțiuni menite să vătămeze ochii adversarului.

În practică, regulile luptei sunt deseori încălcate. În WWE, arbitrul trebuie să vadă personal 
abaterea de la regulament pentru a decide sfârșitul meciului prin descalificare, iar decizia 
acestuia este de cele mai multe ori cea finală. Se întâmplă destul de frecvent ca arbitrii să fie 
doborâți la podea accidental în timpul meciurilor, momentele respective fiind prilejul săvârșirii 
neregularităților. De asemenea, se întâmplă ca pe perioada în care arbitrul zace "inconștient", unul 
dintre wrestleri să facă un pinfall valabil care i-ar aduce câștigarea meciului, dar din cauză că 
arbitrul nu este prezent pentru a efectua numărătoarea, victoria nu este omologată.
Se pot folosi și obiecte străine, dar doar în unele cazuri.

## Tipuri de spectatori
Spectatorii și fanii wrestlingului se împart în două categorii: spectatori Mark și spectatori Smark.
Un spectator mark urmărește wrestlingul ca și orice alt sport, interpretând tot ceea ce se întâmplă în ring și în afara lui ca fiind real: de la storyline și gimmick-uri până la conflictele dintre wrestleri. Adevărată "sevă" vitală pentru industria wrestlingului, formând majoritatea publicului din arenele de wrestling, spectatorii mark sunt tot timpul de partea wrestlerilor face, care, conform credinței lor, reușesc să obțină victoriile în ring datorită susținerii pe care ei le-o acordă; spectatorii mark influențează și promovarea wrestlerilor heel, care este decisă și în funcție de cât de detestat este respectivul wrestler de către acești suporteri.
Termenul de smark a fost obținut din prescurtarea cuvintelor "smart mark". Un spectator smark precum, pe , întâlnit mai ales pe internet, este conștient de natura înscenată a show-ului și urmărește wrestlingul ca pe un spectacol. Această categorie de spectatori urmărește dificultatea și modul de execuție a diferitelor manevre și tehnici efectuate în ring, apreciind wrestlerii în funcție de calitățile tehnice, atletice și actoricești de care dau dovadă.

## Principalele federații de wrestling
Americane:                                 
- World Wrestling Entertainment (WWE)
- All Elite Wrestling (AEW)
- Extreme Championship Wrestling (ECW)
- Combat Zone Wrestling (CZW)
- Wrestling Society X (WSX)
- Total Nonstop Action Wrestling (TNA)
- Ring Of Honor (ROH)
- Pro Wrestling Guerrilla (PWG)
- Independent Wrestling Association Mid-South (IWA-MS)
- Ohio Valley Wrestling (OVW)
- Deep South Wrestling (DSW)

Japoneze:
- New Japan Pro Wrestling (NJPW)
- All Japan Pro Wrestling (AJPW)
- Dragon Gate (DGPW)
- Pro Wrestling ZERO1-MAX (ZERO1-MAX)
- Pro Wrestling NOAH (NOAH)

Mexicane:                                                                                            
- Asistencia Asesoria y Administracion (AAA)
- Consejo Mundial de Lucha Libre (CMLL)
- International Wrestling Revolution Group (IWRG)

Europene:                                                                                            
- European Wrestling Federation (EWF)
- Frontier Championship Wrestling (FCW)
- Italian Championship Wrestling (ICW)
- Italian Wrestling Entertainment (IWE)

Federații defuncte (cele mai celebre)
- World Championship Wrestling (WCW)
- Frontier Martial-arts Wrestling (FMW)
- Xtreme Italian Wrestling (XIW)